# Alexandr Ovečkin
Alexandr Michajlovič Ovečkin (Александр Михайлович Овечкин; * 17. září 1985, Moskva, Sovětský svaz) je profesionální ruský hokejista. Momentálně působí v týmu Washington Capitals v kanadsko-americké soutěži National Hockey League (NHL). Je kapitánem tohoto celku, ve kterém nosí dres s číslem 8. Z toho důvodu má přezdívku The Great Eight a také Ovi. Jeho tým se stal vítězem soutěže o Stanley Cup 2018. Ovečkin sám převzal Conn Smythe Trophy jako nejužitečnější hráč play-off.
Ovečkin je pro své hráčské, zejména individuální schopnosti považován za jednoho z nejlepších hokejistů planety. V sezoně 2007/2008 překonal v NHL hranici 60 branek. U příležitosti 100. výročí NHL byl v lednu 2017 vybrán jako jeden ze sta nejlepších hráčů historie ligy. Je druhý nejproduktivnějším Evropanem v dějinách NHL. Od roku 2025, kdy překonal rekord Gretzkého (894 gólů), je neúspěšnějším střelcem NHL. 

## Soukromý život
Narodil se jako nejmladší ze tří bratrů do sportovní rodiny. Jeho matka Taťjana Ovečkinová hrála za sovětský národní basketbalový tým a otec byl fotbalistou. Už od útlého věku miloval hokej a díky svému bratru Sergejovi se do něj ve svých 8 letech také nechal zapsat. Když bylo Alexovi 10 let, jeho starší bratr Sergej zemřel na krevní sraženinu po autonehodě.
Partnerský vztah s ruskou tenistkou Mariou Kirilenkovou skončil v červenci 2014, kdy hráčka oznámila zrušení zasnoubení.
V roce 2016 si vzal za manželku modelku Anastasii Šubskou. První syn Sergej se manželům narodil v roce 2018. O dva roky později se narodil druhý syn, který dostal jméno Ilja.

## Kariéra
Hraje v týmu NHL Washington Capitals. V NHL byl v sezóně 2005–2006 dvakrát jmenován nováčkem měsíce (rookie of the month), a to v prosinci 2005 a v lednu 2006. Překonal i nováčkovský rekord týmu v počtu bodů (68). 1. února 2006 byl jmenován nejen nováčkem měsíce za měsíc leden, ale zároveň i ofenzivním hráčem tohoto měsíce, což se dosud podařilo pouze dvěma hráčům v historii této soutěže. I díky tomu v roce 2006 podepsal velmi dlouhou a lukrativní smlouvu ve svém stávajícím týmu na dvanáct let s celkovým výdělkem 124 milionů dolarů. Tímto se stal v současné době jedním z nejlépe placených hráčů NHL.
16. ledna 2006 proti klubu Phoenix Coyotes vstřelil branku, kterou někteří lidé označili jako jednu z nejfantastičtějších či jednu z nejlepších vůbec kdy vstřelených. Ovečkin byl při úniku sražen obráncem, načež poté jednou rukou v pozici na zádech a z ostrého úhlu přes hlavu dopravil puk za vyjetého brankáře Briana Bouchera.
V polovině sezóny 2016/2017 zaznamenal jako 84. hráč historie svůj tisící bod v základní části NHL, v předchozí sezóně překonal také metu 500 vstřelených gólů.
V sezóně 2017/2018 zvítězil s Washingtonem ve finále Stanley Cupu nad nováčkem soutěže Vegas Golden Knights v poměru 4:1 na zápasy.

## Ocenění a úspěchy
- Calder Memorial Trophy – 2006 – nejlepší nováček soutěže
- Art Ross Trophy – 2008 – nejlepší hráč kanadského bodování
- Maurice Richard Trophy – 2008, 2009, 2013, 2014, 2015, 2016, 2018, 2019, 2020 – největší počet branek vstřelených v základní části
- Hart Memorial Trophy – 2008, 2009, 2013 – nejlepší hráč podle novinářů
- Ted Lindsay Award – 2008, 2009, 2010
- Charlamovova trofej – 2006, 2007, 2008, 2009, 2010, 2014
- Conn Smythe Trophy – 2018 – nejlepší hráč v play off

## Prvenství
- Debut v NHL – 5. října 2005 (Washington Capitals proti Columbus Blue Jackets)
- První gól v NHL – 5. října 2005 (Washington Capitals proti Columbus Blue Jackets, kanadskému brankáři Pascal Leclaire)
- První asistence v NHL – 7. října 2005 (Washington Capitals proti Atlanta Thrashers)
- První hattrick v NHL – 13. ledna 2006 (Mighty Ducks of Anaheim proti Washington Capitals)

## Klubové statistiky
| Sezóna      | Klub                | Soutěž      |      | Základní část | Základní část | Základní část | Základní část | Základní část |    | Play off | Play off | Play off | Play off | Play off |
| Sezóna      | Klub                | Soutěž      | Z    | G             | A             | B             | TM            | Z             | G  | A        | B        | TM       |          |          |
| 2001/2002   | HK Dynamo Moskva    | RSL         | 21   | 2             | 2             | 4             | 4             | 3             | 0  | 0        | 0        | 0        |          |          |
| 2002/2003   | HK Dynamo Moskva    | RSL         | 40   | 8             | 7             | 15            | 29            | 5             | 0  | 0        | 0        | 2        |          |          |
| 2003/2004   | HK Dynamo Moskva    | RSL         | 53   | 13            | 10            | 23            | 4             | 3             | 0  | 0        | 0        | 2        |          |          |
| 2004/2005   | HK Dynamo Moskva    | RSL         | 37   | 13            | 14            | 27            | 32            | 10            | 2  | 4        | 6        | 31       |          |          |
| 2005/2006   | Washington Capitals | NHL         | 81   | 52            | 54            | 106           | 52            | —             | —  | —        | —        | —        |          |          |
| 2006/2007   | Washington Capitals | NHL         | 82   | 46            | 46            | 92            | 52            | —             | —  | —        | —        | —        |          |          |
| 2007/2008   | Washington Capitals | NHL         | 82   | 65            | 47            | 112           | 40            | 7             | 4  | 5        | 9        | 0        |          |          |
| 2008/2009   | Washington Capitals | NHL         | 79   | 56            | 54            | 110           | 72            | 14            | 11 | 10       | 21       | 8        |          |          |
| 2009/2010   | Washington Capitals | NHL         | 72   | 50            | 59            | 109           | 89            | 7             | 5  | 5        | 10       | 0        |          |          |
| 2010/2011   | Washington Capitals | NHL         | 79   | 32            | 53            | 85            | 41            | 9             | 5  | 5        | 10       | 10       |          |          |
| 2011/2012   | Washington Capitals | NHL         | 78   | 38            | 27            | 65            | 26            | 14            | 5  | 4        | 9        | 8        |          |          |
| 2012/2013   | HK Dynamo Moskva    | KHL         | 31   | 19            | 21            | 40            | 14            | —             | —  | —        | —        | —        |          |          |
| 2012/2013   | Washington Capitals | NHL         | 48   | 32            | 24            | 56            | 36            | 7             | 1  | 1        | 2        | 4        |          |          |
| 2013/2014   | Washington Capitals | NHL         | 78   | 51            | 28            | 79            | 48            | —             | —  | —        | —        | —        |          |          |
| 2014/2015   | Washington Capitals | NHL         | 81   | 53            | 28            | 81            | 58            | 14            | 5  | 4        | 9        | 6        |          |          |
| 2015/2016   | Washington Capitals | NHL         | 79   | 50            | 21            | 71            | 53            | 12            | 5  | 7        | 12       | 2        |          |          |
| 2016/2017   | Washington Capitals | NHL         | 82   | 33            | 36            | 69            | 50            | 13            | 5  | 3        | 8        | 8        |          |          |
| 2017/2018   | Washington Capitals | NHL         | 82   | 49            | 38            | 87            | 32            | 24            | 15 | 12       | 27       | 8        |          |          |
| 2018/2019   | Washington Capitals | NHL         | 81   | 51            | 38            | 89            | 40            | 7             | 4  | 5        | 9        | 19       |          |          |
| 2019/2020   | Washington Capitals | NHL         | 68   | 48            | 19            | 67            | 30            | 7             | 4  | 1        | 5        | 2        |          |          |
| 2020/2021   | Washington Capitals | NHL         | 45   | 24            | 18            | 42            | 12            | 5             | 2  | 2        | 4        | 2        |          |          |
| 2021/2022   | Washington Capitals | NHL         | 77   | 50            | 40            | 90            | 18            | 6             | 1  | 5        | 6        | 0        |          |          |
| 2022/2023   | Washington Capitals | NHL         | 73   | 42            | 33            | 75            | —             | —             | —  | —        | —        | —        |          |          |
| 2023/2024   | Washington Capitals | NHL         | 79   | 31            | 34            | 65            | 20            | 4             | 0  | 0        | 0        | 0        |          |          |
| NHL celkově | NHL celkově         | NHL celkově | 1426 | 853           | 697           | 1550          | 817           | 151           | 72 | 69       | 141      | 77       |          |          |
| RSL celkem  | RSL celkem          | RSL celkem  | 151  | 36            | 33            | 69            | 106           | 21            | 2  | 4        | 6        | 35       |          |          |
| KHL celkem  | KHL celkem          | KHL celkem  | 31   | 19            | 21            | 40            | 14            | —             | —  | —        | —        | —        |          |          |

## Reprezentace
| Rok                      | Tým                      | Soutěž                   | Z   | G  | A  | B  | TM |
| ------------------------ | ------------------------ | ------------------------ | --- | -- | -- | -- | -- |
| 2002                     | Rusko                    | MS-18                    | 8   | 14 | 4  | 18 | 0  |
| 2003                     | Rusko                    | MS-18                    | 6   | 9  | 4  | 13 | 6  |
| 2003                     | Rusko                    | MSJ                      | 6   | 6  | 1  | 7  | 4  |
| 2004                     | Rusko                    | MSJ                      | 6   | 5  | 2  | 7  | 25 |
| 2004                     | Rusko                    | MS                       | 6   | 1  | 1  | 2  | 0  |
| 2004                     | Rusko                    | SP                       | 2   | 1  | 0  | 1  | 0  |
| 2005                     | Rusko                    | MSJ                      | 6   | 7  | 4  | 11 | 4  |
| 2005                     | Rusko                    | MS                       | 8   | 5  | 3  | 8  | 4  |
| 2006                     | Rusko                    | ZOH                      | 8   | 5  | 0  | 5  | 8  |
| 2006                     | Rusko                    | MS                       | 7   | 6  | 3  | 9  | 6  |
| 2007                     | Rusko                    | MS                       | 8   | 1  | 2  | 3  | 29 |
| 2008                     | Rusko                    | MS                       | 9   | 6  | 6  | 12 | 8  |
| 2010                     | Rusko                    | ZOH                      | 4   | 2  | 2  | 4  | 2  |
| 2010                     | Rusko                    | MS                       | 9   | 5  | 1  | 6  | 4  |
| 2011                     | Rusko                    | MS                       | 5   | 0  | 0  | 0  | 4  |
| 2012                     | Rusko                    | MS                       | 3   | 2  | 2  | 4  | 2  |
| 2013                     | Rusko                    | MS                       | 1   | 1  | 1  | 2  | 0  |
| 2014                     | Rusko                    | ZOH                      | 5   | 1  | 1  | 2  | 0  |
| 2014                     | Rusko                    | MS                       | 9   | 4  | 7  | 11 | 8  |
| 2015                     | Rusko                    | MS                       | 2   | 1  | 1  | 2  | 0  |
| 2016                     | Rusko                    | MS                       | 6   | 1  | 1  | 2  | 2  |
| 2016                     | Rusko                    | SP                       | 4   | 1  | 2  | 3  | 6  |
| 2019                     | Rusko                    | MS                       | 10  | 2  | 1  | 3  | 2  |
| Juniorská kariéra celkem | Juniorská kariéra celkem | Juniorská kariéra celkem | 37  | 53 | 17 | 70 | 65 |
| Seniorská kariéra celkem | Seniorská kariéra celkem | Seniorská kariéra celkem | 106 | 45 | 34 | 79 | 85 |